# Fretin
Fretin is een gemeente in het Franse Noorderdepartement (Frans: département du Nord) (regio Hauts-de-France). De gemeente maakt deel uit van het arrondissement Rijsel. Fretin telde op 1 januari 2022 3.221 inwoners.

## Geografie
De oppervlakte van Fretin bedroeg op 1 januari 2022 13,17 vierkante kilometer; de bevolkingsdichtheid was toen 244,6 inwoners per km².

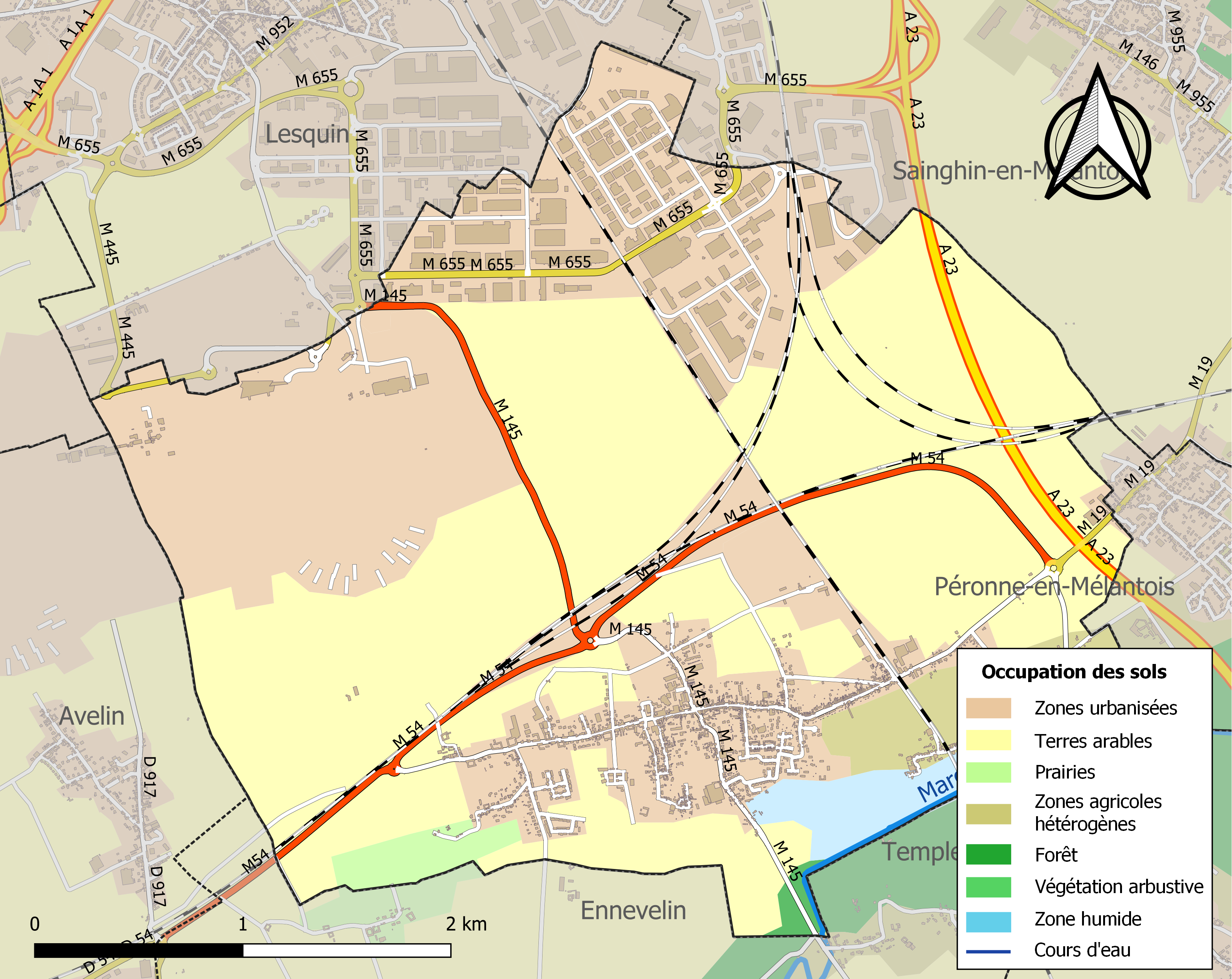
Kaart van de gemeente met belangrijkste infrastructuur, bodemgebruik en omliggende gemeenten

## Bezienswaardigheden
- De Sint-Maartenskerk (Église Saint-Martin) uit 1959.
- De restanten van het kasteel, in 1994 gedeeltelijk ingeschreven als monument historique.
- De feodale motte, ingeschreven als monument historique in 1978
- De voormalige suikerbietenstokerij van de S.A. des Usines Agricoles uit 1900, in 1910 door het bedrijf Alphonse Leroux omgevormd tot cichorei-ast, en tegenwoordig een landbouwopslagplaats.
- Op de gemeentelijke Begraafplaats van Fretin bevinden zich 25 Britse oorlogsgraven uit beide wereldoorlogen.
- In het zuidoosten van de gemeente liggen in de vallei van de Marque een aantal moerassen (Marais de Warlet en Marais de Joncquoy), aansluitend op de rij moerasgebieden die verder loopt langs Péronne-en-Mélantois (Marais de Bonance).

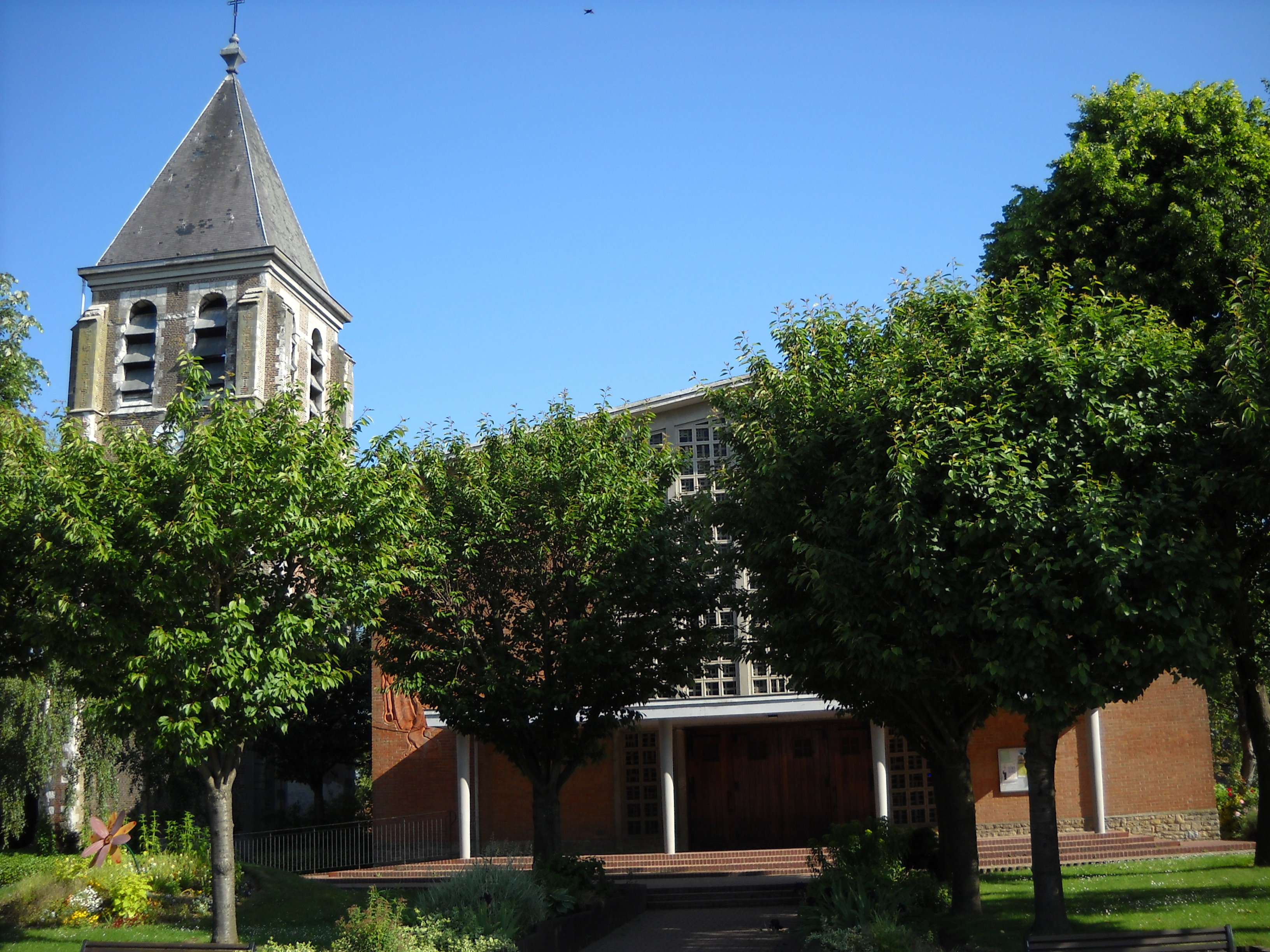
De Sint-Maartenskerk van Fretin
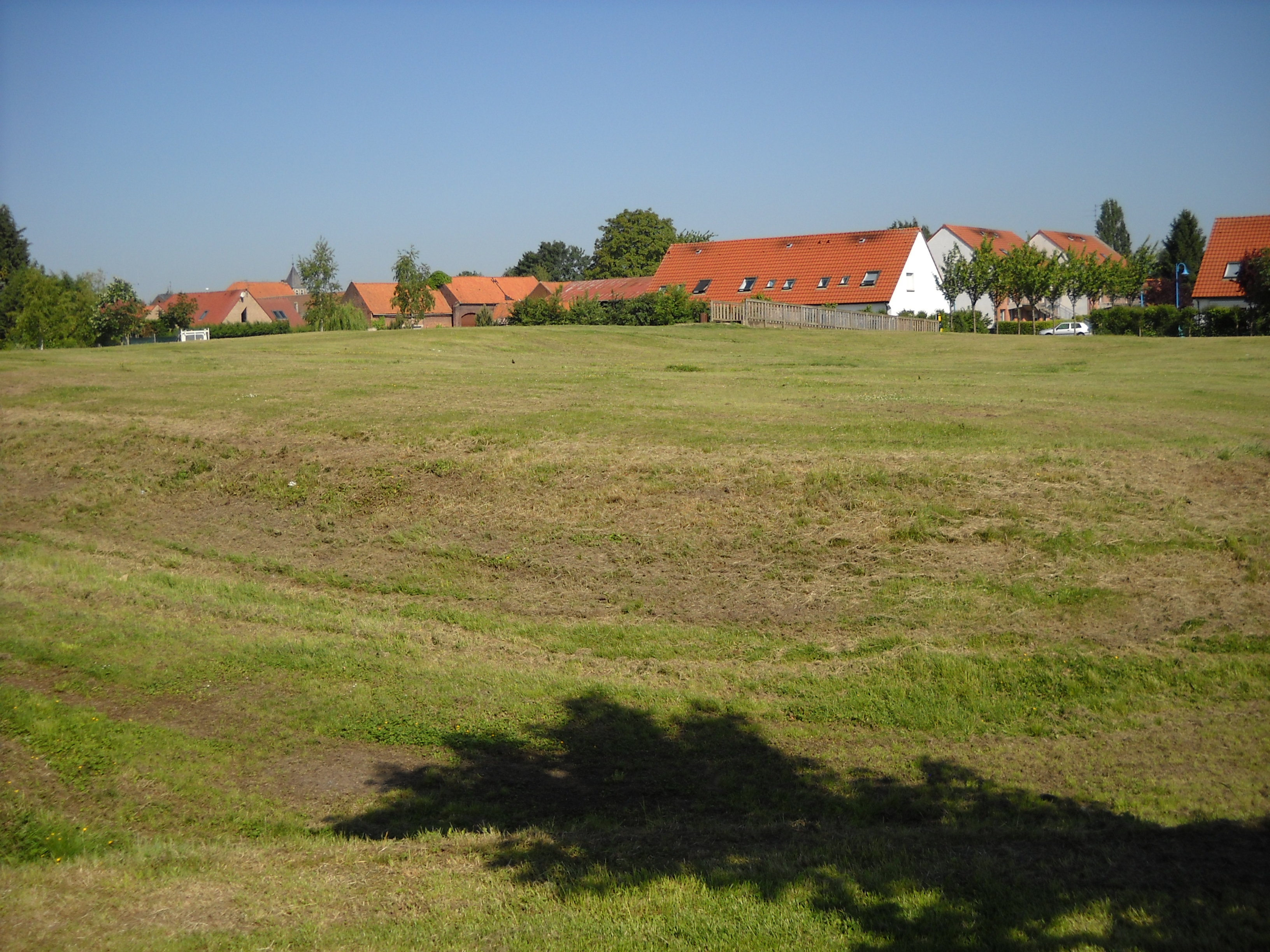
Feodale motte

## Demografie
Onderstaande figuur toont het verloop van het inwonertal (bron: INSEE-tellingen).

## Verkeer en vervoer
In de gemeente ligt Station Fretin. Op het noordwestelijk deel van het grondgebied van Fretin ligt een deel van de Luchthaven van Rijsel. Door het oosten van de gemeente loopt de snelweg A23.

## Bekende personen
- Mathieu Debuchy (1985), voetballer